# Кенийско-танзанийские отношения
Кени́йско-танзани́йские отноше́ния — двусторонние дипломатические отношения между Кенией и Танзанией. Протяжённость государственной границы между странами составляет 775 км.

## История
После обретения независимости от Великобритании обе страны открыли представительства в столицах друг друга. В 1967 году Кения, Уганда и Танзания создали Восточноафриканское сообщество (прекратило своё существование в 1977 году). Причиной распада сообщества стали идеологические различия между Танзанией и Кенией: во время Холодной войны страны оказались в противоборствующих лагерях. Президент Кении Джомо Кениата придерживался принципов капитализма, а президент Танзании Джулиус Ньерере выступал за социализм уджамаа, что повлекло за собой разрыв дипломатических отношений в 1977 году, которые были возобновлены только в 1983 году. 
В 2001 году страны договорились возобновить работу Восточноафриканского сообщества. Между Кенией и Танзанией существуют противоречия экономического и логистического характера. Пограничный контроль и связанные с ним конфликтные ситуации периодически приводят к охлаждению отношений.

## Торговля
В сентябре 2014 года Танзания стала крупнейшим экспортным пунктом назначения кенийских товаров в Восточной Африке. В 2011 году Кения поставила в Танзанию товаров на сумму 488 млн. долларов США, по сравнению с 390 млн долларов в 2010 году. В 2011 году Танзания экспортировала товаров в Кению на сумму 185,4 млн долларов США, по сравнению с 126 млн долларов в 2010 году. В период между 2007—2008 годом экспорт товаров из Танзании в Кению увеличился на 17 %, торговый баланс был в пользу Кении. В 2009 году Кения вложила 2 млрд долларов США в экономику Танзании. Танзания и Кения связаны автомобильным и железнодорожным сообщением: для модернизации и поддержки инфраструктуры обе страны выделяют значительную сумму средств. Президент Кении Ухуру Кениата совершил один из своих государственных визитов в Танзанию по автомобильной дороге.

## Дипломатические представительства
- Кения имеет представительство («верховную комиссию», традиционное название для бывших британских колоний) в Дар-эс-Саламе[10].
- У Танзании есть представительство в Найроби[11].